# Пехова, Екатерина Константиновна
Екатерина Константиновна Пехова (28 сентября 1928, Муром, РСФСР — 25 октября 2003, Петрозаводск, Россия) — российская художница. Народный художник Республики Карелия (1992).
Дочь учёного-инженера, научного сотрудника ВНИИ гидротехники, племянница театрального художника. Выросла в Ленинграде, пережила Ленинградскую блокаду, в 1942 году вместе с семьёй эвакуировалась в Кировскую область, затем в Ташкент. В 1945 г., потеряв умершую в Узбекистане мать, вернулась в Ленинград.
Училась на театральном отделении Ленинградского художественного училища имени В. А. Серова, в 1960 году окончила Институт живописи, скульптуры и архитектуры имени И. Е. Репина (мастерская М. В. Бобышева).
Сразу по завершении художественного образования по собственной инициативе переехала в Карелию, где провела всю оставшуюся жизнь. Жила и работала в Петрозаводске, а также в деревне Гомсельга. С 1966 г. участвовала в национальных и международных выставках, в 1971 г. была принята в Союз художников СССР. На протяжении всей жизни пользовалась поддержкой видного карельского художника и скульптора Лео Лангинена.
В старости жила в нищете.
Основные жанры живописи Екатерины Пеховой — пейзаж и портрет, особенно много у неё портретов карельских актёров. Пехова также охотно писала автопортреты. Сын Игорь запечатлен на нескольких её работах.
Фонд Музея изобразительных искусств Республики Карелия содержит более 80 работ Пеховой,  в том числе посвященных блокаде.